# Jim Cameron
James Fairley Cameron, meglio conosciuto come Jim Cameron (7 dicembre 1946), è un ex calciatore scozzese, di ruolo difensore.

## Carriera
Nel 1966, proveniente dall'Ashfield, viene ingaggiato Dundee Utd. Con gli Arabs, prima sotto la guida di Jerry Kerr e poi di Jim McLean, vince due Forfarshire Cup oltre ad ottenere come miglior piazzamento due quinto posto nella Scottish Division One 1968-1969 e 1969-1970.
Con il suo club partecipò anche alla Coppa delle Fiere 1966-1967, ove eliminò nei sedicesimi di finale i campioni in carica del Barcellona, prima squadra scozzese a vincere in una trasferta in Spagna, ma venendo eliminato nel turno successivo dagli italiani della Juventus. Nella Coppa delle Fiere 1969-1970 si ferma ai tredicesimi, mentre nell'edizione seguente invece raggiunse i sedicesimi di finale.
Nell'estate 1967 con gli scozzesi disputò il campionato nordamericano organizzato dalla United Soccer Association: accadde infatti che tale campionato fu disputato da formazioni europee e sudamericane per conto delle franchigie ufficialmente iscritte al campionato, che per ragioni di tempo non avevano potuto allestire le proprie squadre. Il Dundee United rappresentò il Dallas Tornado, che concluse la Western Division al sesto ed ultimo posto.
Nel corso della stagione 1973-1974 passa al Falkirk, con cui retrocede in cadetteria a causa del diciottesimo ed ultimo posto ottenuto.
Successivamente gioca nel Forfar Athletic e Montrose.

## Palmarès
- Forfarshire Cup: 2

Dundee Utd: 1968-1969, 1971-1972